# Escapade au Japon
Pour plus de détails, voir Fiche technique et Distribution.
Escapade au Japon (Escapade in Japan) est un film réalisé par Arthur Lubin et sorti en 1957.

## Synopsis
Les aventures, les péripéties, de deux petits garçons fugueurs au Japon.
Un avion fait un atterrissage forcé près des côtes du Japon. Un petit garçon américain survit, mais il est séparé des autres rescapés. Il est recueilli par un pêcheur japonais qui le ramène à son village. La police recherchant le petit garçon, arrive dans le village. Le petit garçon et le fils du pêcheur s’enfuient car ils ont peur d’avoir fait quelque chose de mal.
Ensemble les deux garçons voyagent dans la campagne japonaise, en essayant d’éviter la police qui les cherche et rencontrent au fil de leurs pérégrinations des gens très différents.

## Fiche technique
- Titre : Escapade au Japon
- Titre original : Escapade in Japan
- Réalisation : Arthur Lubin
- Auteur : Winston Miller
- Photographie : William Snyder
- Montage : Otto Ludwig
- Date de sortie : septembre 1957

## Distribution
- Teresa Wright : Mary Saunders
- Cameron Mitchell : Dick Saunders
- Jon Provost : Tony Saunders
- Roger Nakagawa : Hiko
- Philip Ober : Lieutenant-colonel Hargrave
- Kuniko Miyake : Michiko Tanaka
- Susumu Fujita : Kei Tanaka
- Katsuhiko Haida : Capitaine Hibino
- Tatsuo Saitō (crédité Tatsuo Saito) : Monsieur Fushimi
- Clint Eastwood : le pilote
- Russ Conway : le copilote
- Ureo Egawa : le chef de la police de Kyoto
- Hideko Koshikawa : Dekko-San, l'écolière de Kyoto
- Frank Tokunaga : le fermier
- Ayako Hidaka : l'épouse du fermier